# Фабио Сантос
Фабио Сантос е бразилски футболист. Играе за Клубе Атлетико Минейро.

## Биография
Фабио Сантос е роден на 16 септември 1985 г. в Сао Пауло. Започва кариерата си в младежкия отбор на Сао Пауло. През 2003 г. преминава в първия отбор и е титуляр на отбора в този период, участвайки в срещите на Копа Либертадорес и Световната купа по футбол на ФИФА.

### Национален отбор
Записал е и 4 мача за националния отбор на Бразилия.
| Бразилия | Бразилия | Бразилия |
| Година   | Мачове   | Голове   |
| -------- | -------- | -------- |
| 2012     | 3        | 0        |
| 2013     | 0        | 0        |
| 2014     | 0        | 0        |
| 2015     | 0        | 0        |
| 2016     | 0        | 0        |
| 2017     | 1        | 0        |
| Общо     | 4        | 0        |